# 왕당파 (미국)
왕당파(王黨派, 영어: Loyalists)는 미국 독립 전쟁 당시 영국 왕조에 충성하기로 남아 있었던 13개 주의 식민지인들을 일컫는 말이다.  다른 말로는 토리파, 로얄리스트(Royalists), 또는 왕의 신하들(King's Men)이라고도 불리었다. 그들의 반대파는 애국파로 불리었고,  그들은 미국 독립 혁명을 지지하며 왕당파는 "미국의 자유를 반대하는 사람들"로 조롱하였다.  

## 같이 보기
- 토리 (용어)
- 파리 조약 (1783년)
- 버나드 베일린